# Шина Белера

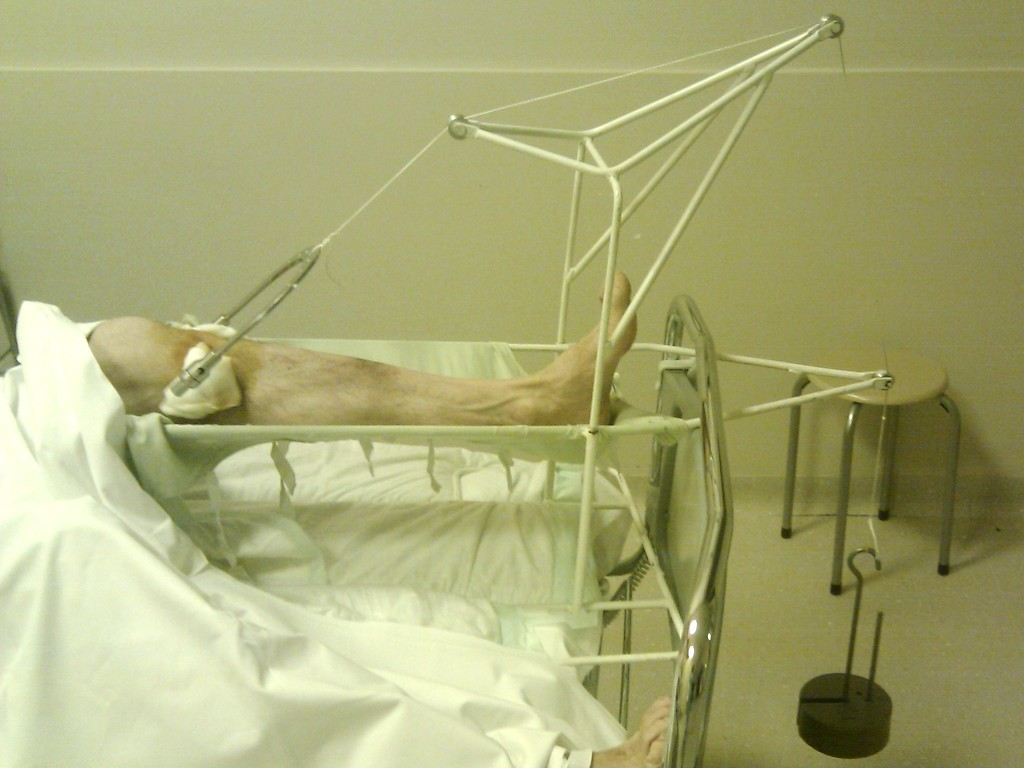
Шина Белера, на якій розташована нижня кінцівка під час скелетного витягування

Шина Белера (шина Белера-Брауна) — спеціальна шина для іммобілізації переломів кісток нижньої кінцівки під час лікування методом скелетного витягування. Впроваджена для лікування переломів австрійським травматологом, професором Лоренцом Белером в 1920х роках, активно використовується фактично в незмінному вигляді травматологами по всьому світу. В англомовній літературі позначається як англ. Bohler-Braun splint або англ. Bohler-Braun frame.

## Історія
В 1916 році, після участі в Першій світовій війні, та хвороби, Лоренц Белер стає головою лазарету для легкопоранених, який потім перетворюється в повноцінний фронтовий госпіталь. Під час роботи в госпіталі, Белер вперше формує основні принципи лікування переломів — стабільна фіксація перелому, максимальний спокій пошкодженої кінцівки з одночасними рухами в суміжних суглобах. Для досягнення цих принципів, Белер активно використовував якісну гіпсову іммобілізацію, шини та скелетне витягування. Всі ці принципи та засоби, розроблені Белером самостійно в подальшому їм вдосконалювалися.
Дослідники відзначають, вклад Лоренца Белера саме в раціоналізацію та стандартизацію методів лікування переломів, які він почав впроваджувати ще під час Першої світової війни. В документах професора збереглось фото використання ним шини Брауна (запропонованою німецьким хірургом Генріхом Брауном, автором методу місцевої та регіонарної анестезії) під час лікування поранених методом скелетного витягування в 1918 році.
До 1930 року, він видає біля 400 наукових робіт, та в 1929 році власну монографію «Die Technik der Knochenbruchbehandlung» Ці факти, а також постійні навчання лікарів в новій клініці Белера, сприяють розповсюдженню його методів лікування у світі, а у наукових працях шина для нижньої кінцівки починає іменуватися як «шина Белера-Брауна». В англомовних джерелах і досі така шина іменується як «шина (або рама) Белера-Брауна», однак у радянській та сучасній вітчизняній медичній літературі стійко закріпився термін «шина Белера».
В 1960 році Лоренц Белер відвідує Інститут ортопедії та травматології ім. Р. Р. Вредена в м. Санкт-Петербург, де під час обходу по клінічним підрозділам, помічає шину власної конструкції, та зазначає лікарям: «що він у власній клініці вже їх не використовує, тому що вони стандартні, а люди не стандартні». Однак, не дивлячись на власну думку Белера, та намагання модифікувати численними авторами конструкцію такої шини, вона досі використовується в медичній практиці в оригінальній конструкції.

## Характеристики
Шина Белера виготовляться в промислових умовах з металевого каркасу (нержавіючого або пофарбованого) та має 3 шківи (невеликі пластикові або металеві колеса які полегшують ковзання дроту з вагою, та дозоляють змінювати напрямок сили витягування). Довжина, ширина та висота шини залежить від конкретного виробника, однак в середньому:
- Довжина — 80 см.
- Ширина — 60 см
- Висота — 70-80 см.

В умовах обмежених ресурсів, МКЧХ у своїх рекомендації по лікування травм в період військових конфліктів, описує досвід виготовлення шин Белера з підручних матеріалів (наприклад дерев'яних дощок) по наведеним кресленням.

## Модифікації
В наукових публікаціях є багато описаних модифікацій шини Белера (та різноманітних приставок до неї), а також зареєстрованих пантенів винаходів, що начеб-то покращували виріб, однак місце в практичному використанні вони не посіли.
Лікарі МКЧХ в своїй практиці іноді використовують дещо модифіковану шину Белера

## Використання

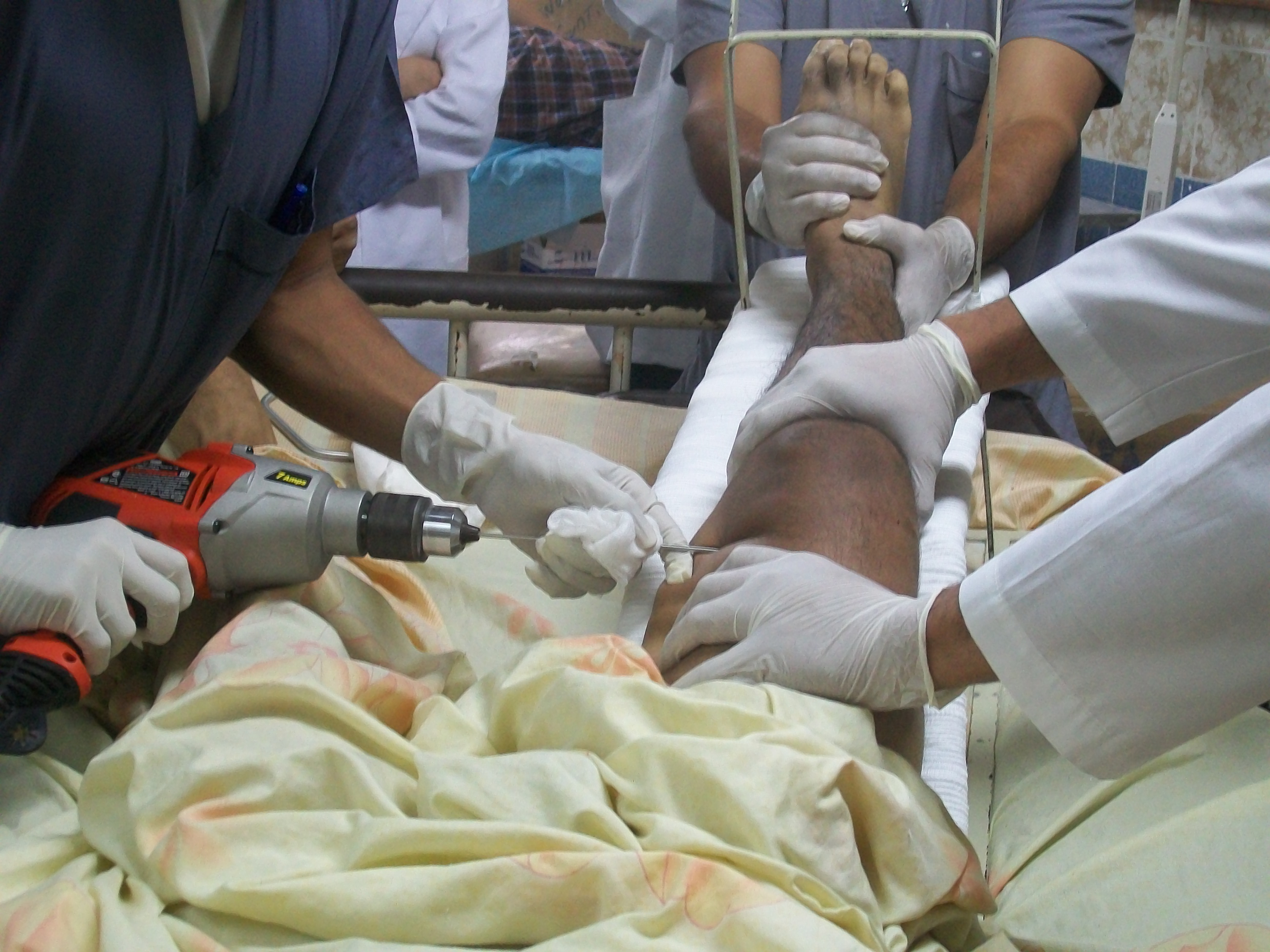
Нога пацієнта укладена на шину Белера та проводиться спиця через дистальний відділ стегна для подальшого монтування системи скелетного витягування

Перед використанням на металевий каркас шини Белера навішується або спеціальний тканинний гамачок або вона бинтується звичайним широким марлевим бинтом (еластичним бинтом). Шина встановлюється на ліжко пацієнта (можливо використання ліжок без бокових стінок)
Шина може використовуватися при переломах кісток нижньої кінцівки (переломи стегна, гомілки, кісток стопи) методом скелетного витягування.
Після використання, тканина утилізується, а каркас шини обробляється дезинфікуючими засобами.